# Bar (Ucrania)
Bar (en ucraniano: Бар) es una ciudad ucraniana perteneciente al óblast de Vínnitsia. Situada en el oeste del país, es parte del raión de Zhmérinka y centro del municipio (hromada) homónimo.

## Geografía
Bar está localizada a orillas del río Riv.

## Historia
En el siglo XVI, la reina de Polonia Bona Sforza fundó una fortaleza junto al río y la llamó Bar, en honor a su ciudad natal de Bari, en Italia. La fortaleza resistió varios bloqueos a lo largo de su historia, al punto que muchos la consideraban inexpugnable. Sin embargo, en 1648, durante la revuelta de Jmelnitski, fue capturada por los cosacos al mando de Bogdán Jmelnitski. La población sufrió importantes daños, y el lugar sufrió una fuerte emigración al poco tiempo.
Tras ser capturada por el Imperio otomano, la ciudad se transformó en una sede administrativa de la región.  El 12 de noviembre de 1672, el poblado y la fortaleza fueron recuperados por Juan III Sobieski de Polonia, tras un sitio que se extendió por cuatro días.
En este lugar se estableció el 29 de febrero de 1768 la confederación de Bar para oponerse a la intervención rusa en Polonia, en favor de los privilegios de la nobleza campesina y de la Iglesia católica.

## Ciudades hermanadas
- Bari, Italia.
- Kwidzyn y Rybnik, Polonia.